# Royal Scottish National Orchestra
Royal Scottish National Orchestra (RSNO) er Skotlands nationale symfoniorkester. Det 89-medlemmer store professionelle orkester har din base i Glasgow, men giver også koncerter i Edinburgh, Aberdeen og Dundee samt udenlands. Det blev dannet i 1891 som Scottish Orchestra og har spillet fuldtid siden 1950, da det tog navnet Scottish National Orchestra. Det blev tildelt kongelig mæcenat i 1991 og tyede kort efter tildelingen til at bruge titlen Royal Scottish Orchestra før det nuværende navn blev fastsat.
Under dets første skotskfødte, og længst tjenende dirigent, Sir Alexander Gibson, begyndte orkestret at udvikle en international profil. På linje med Gibsons egne specialiteter blev orkestret kendt for dets fortolkninger af skandinaviske komponister, herunder Jean Sibelius og Carl Nielsen. Dette blev fastslået i perioden med Neeme Järvi som chefdirigent, som også specialiserer sig i Skandinavien, og han ledte desuden også orkestret igennem dets første komplette Gustav Mahler-cyklus. Den anden skotte, der har ledt orkestret, Bryden Thomson, fastholdte den nordiske relation med opførelsen af Nielsensymfonier.

## Chefdirigenter
| - George Henschel (1893-1895) - Willem Kes (1895-1898) - Wilhelm Bruch (1898-1900) - Frederic Cowen (1900-1910) - Emil Młynarski (1910-1916) - Landon Ronald (1916-1920) - Václav Talich (1926-1927) | - Vladimir Golschmann (1928-1930) - John Barbirolli (1933-1936) - Warwick Braithwaite (1940-1946) - George Szell (1937-1939) - Walter Susskind (1946-1952) - Karl Rankl (1952-1957) - Hans Swarowsky (1957-1959) | - Sir Alexander Gibson (1959-1984) - Neeme Järvi (1984-1988) - Bryden Thomson (1988-1990) - Walter Weller (1991-1996) - Alexander Lazarev (1997-2005) - Stéphane Denève (2005–nu) |